# Robert Metzenberg
Robert L. Metzenberg (11.6.1930 – 15.7.2007) là nhà di truyền học người Mỹ. Ông nổi tiếng về công trình nghiên cứu điều chỉnh di truyền và trao đổi chất của loại nấm Neurospora crassa. Ông đã được trao Huy chương Thomas Hunt Morgan năm 2005.